# Wahlkreise der Generalstände von 1789
Für die Einteilung der Wahlkreise der Generalstände von 1789 wurde auf das bisherige System der Senechausseen und Bailiges zurückgegriffen.

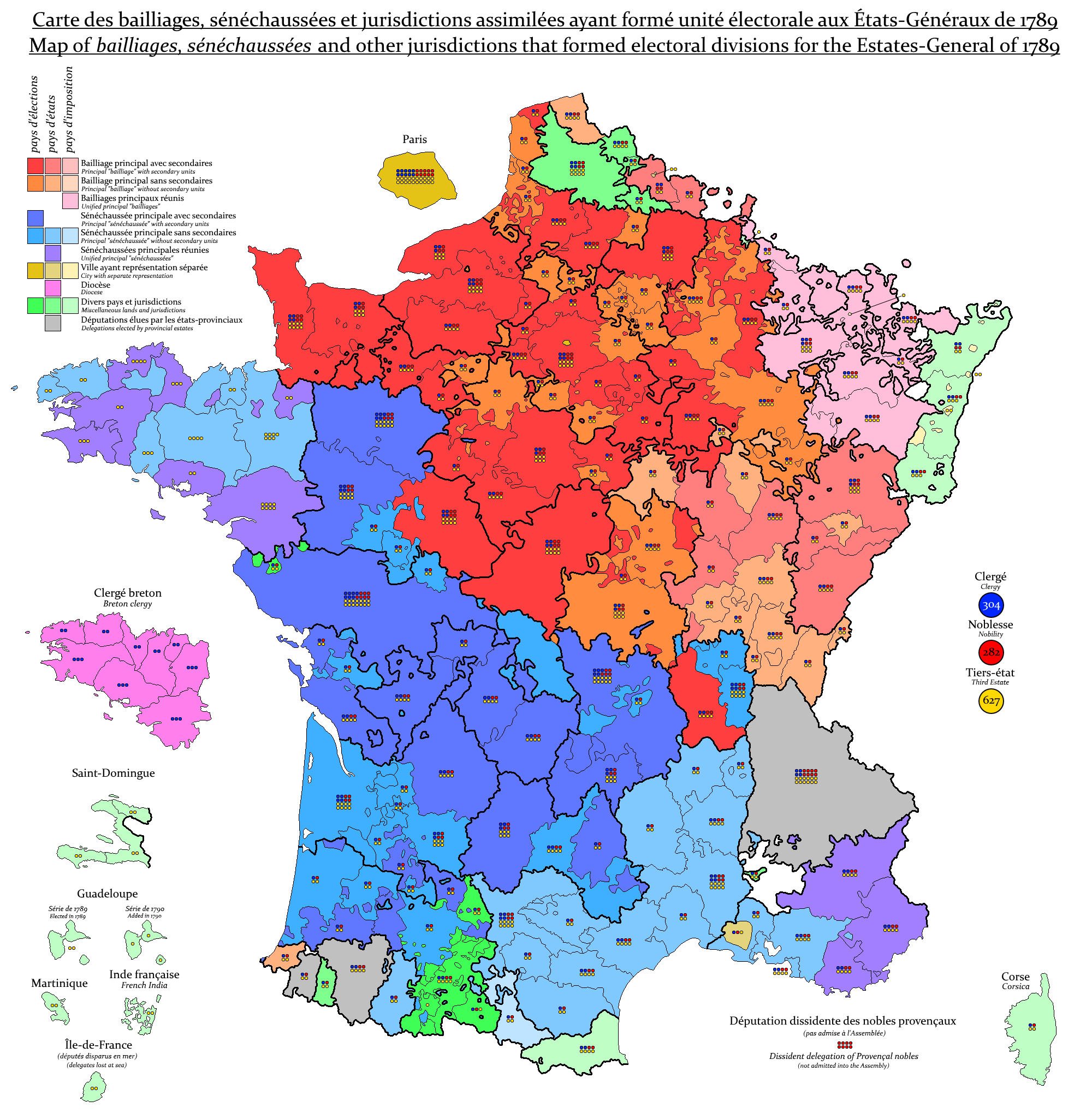
Karte der Wahlkreise nach

1 Agen, 2 Castelmoron, 3 Nérac, 4 Casteljaloux, 5 Tartas, 6 Alençon, 7 Argentan, 8 Domfront, 9 Exmes, 10 Verneuil, 11 Amiens, 12 Ham, 13 Angoulême, 14 Cognac, 15 Angers, 16 Baugé, 17 Beaufort, 18 Château-Gontier, 19 La Flèche, 20 Lectoure, 21 Isle-Jourdain, 22 Auch, 23 Quatre-Vallées, 24 Riom, 25 Usson, 26 Montaigut, 27 Salers, 28 Bazas, 29 Villefranche-de-Beaujolais, 30 Beauvais, 31 Bourges, 32 Châteauroux, 33 Concressault, 34 Dun-le-Roi, 35 Issoudun, 36 Mehun-sur-Yèvre, 37 Vierzon, 38 Henrichemont, 39 Blois, 40 Romorantin, 41 Bordeaux, 42 Boulogne, 43 Moulins, 44 Caen, 45 Bayeux, 46 Falaise, 47 Thorigny, 48 Vire, 49 Calais, 50 Ardres, 51 Caudebec, 52 Arques à Dieppe, 53 Montivilliers, 54 Cany, 55 Neufchatel, 56 Le Havre, 57 Châlons-sur-Marne, 58 Chartres, 59 Châteauneuf-en-Thymerais, 60 Château-Thierry, 61 Châtellerault, 62 Chaumont-en-Bassigny, 63 Chaumont-en-Vexin, 64 Magny, 65 Clermont-Ferrand, 66 Clermont-en-Beauvoisis, 67 Muret (comté de Comminges), 68 Saint-Girons (pays de Couserans), 69 Condom, 70 Coutances, 71 Saint-Lô, 72 Avranches, 73 Carentan, 74 Cérences, 75 Mortain, 76 Saint-Sauveur-Lendelin, 77 Valognes, 78 Saint-Sauveur-le-Vicomte, 79 Tinchebray, 80 Crépy-en-Valois, 81 Dourdan, 82 Étampes, 83 Évreux, 84 Beaumont-le-Roger, 85 Conches, 86 Breteuil, 87 Gy (Ézy), 88 Nonancourt, 89 Bernay, 90 Orbec, 91 Pacy, 92 Saint-Flour, 93 Aurillac, 94 Vic-en-Carladès, 95 Murat, 96 Calvinet, 97 Montbrison, 98 Bourg-Argental, 99 Gien, 100 Saint-Jean-d’Angély, 101 Langres, 102 Dax, 103 Bayonne, 104 Saint-Sever, 105 Libourne, 106 Limoges, 107 Saint-Yrieix, 108 Tulle, 109 Brive, 110 Uzerche, 111 Loudun, 112 Lyon, 113 Le Mans, 114 Laval, 115 Beaumont-le-Vicomte, 116 Fresnay-le-Vicomte, 117 Sainte-Suzanne, 118 Mamers, 119 Château-du-Loir, 120 Mantes, 121 Meulan, 122 Le Dorat, 123 Bellac, 124 Guéret, 125 Meaux, 126 Melun, 127 Moret, 128 Montargis, 129 Château-Renard, 130 Lorris, 131 Montfort-l’Amaury, 132 Dreux, 133 Mont-de-Marsan, 134 Montreuil, 135 Nemours, 136 Nevers, 137 Orléans, 138 Beaugency, 139 Bois-Commun, 140 Neuville-aux-Bois, 141 Vitry-aux-Loges, 142 Yenville (Janville), 143 Yèvres-le-Chatel, 144 Paris intra-muros, 145 Paris extra-muros, 146 Choisy-le-Roi, 147 Vincennes, 148 Meudon, 149 Versailles, 150 Bellême, 151 Mortagne, 152 Périgueux, 153 Bergerac, 154 Sarlat, 155 Péronne, 156 Montdidier, 157 Roye, 158 Saint-Pierre-le-Moûtier, 159 Cusset, 160 Poitiers, 161 Civray, 162 Saint-Maixent, 163 Fontenay-le-Comte, 164 Lusignan, 165 Montmorillon, 166 Niort, 167 Vouvant, 168 Abbeville, 169 Provins, 170 Montereau, 171 Saint-Quentin, 172 Cahors, 173 Montauban, 174 Gourdon, 175 Lauzerte, 176 Figeac, 177 Martel, 178 Reims, 179 Rodez, 180 Millau, 181 Rivière-Verdun et pays réunis, 182 La Rochelle, 183 Rochefort-sur-Mer, 184 Rouen, 185 Gisors, 186 Honfleur, 187 Pont-Audemer, 188 Pont-de-l’Arche, 189 Pont-l’Évêque, 190 Andely, 191 Lyons-la-Forêt, 192 Vernon, 193 Charleval, 194 Villefranche-de-Rouergue, 195 Saintes, 196 Tonnay-Charente, 197 Oleron, 198 Pons, 199 Taillebourg, 200 Brouage, 201 Saumur, 202 Senlis, 203 Beaumont-sur-Oise, 204 Chambly, 205 Compiègne, 206 Creil, 207 Pontoise, 208 Sens, 209 Villeneuve-sur-Yonne, 210 Sézanne, 211 Châtillon-sur-Marne, 212 Soissons, 213 Tours, 214 Châtillon-sur-Indre, 215 Chinon, 216 Langeais, 217 Loches, 218 Montrichard, 219 Troyes, 220 Nogent-sur-Seine, 221 Méry-sur-Seine, 222 Rumilly-lès-Vaudes, 223 Virey-sous-Bar, 224 Vendôme, 225 Mondoubleau, 226 Saint-Calais, 227 Laon, 228 La Fère, 229 Marle, 230 Chauny, 231 Coucy, 232 Guise, 233 Noyon, 234 Villers-Cotterêts, 235 Vitry-le-François, 236 Sainte-Menehould, 237 Fismes, 238 Saint-Dizier, 239 Épernay, 240 Annonay, 241 Béziers, 242 Carcassonne, 243 Castelnaudary, 244 Castres, 245 Limoux, 246 Mende, 247 Montpellier, 248 Nîmes, 249 Le Puy-en-Velay, 250 Toulouse, 251 Villeneuve-de-Berg, 252 Perpignan, 253 Viguerie de Conflans, 254 Viguerie de Cerdagne, 255 Dijon, 256 Beaune, 257 Auxonne, 258 Nuits, 259 Saint-Jean-de-Losne, 260 Autun, 261 Montcenis, 262 Semur-en-Brionnois, 263 Bourbon-Lancy, 264 Châlon-sur-Saône, 265 Semur-en-Auxois, 266 Avallon, 267 Arnay-le-Duc, 268 Saulieu, 269 Châtillon-sur-Seine, 270 Charolles, 271 Mâcon, 272 Auxerre, 273 Bar-sur-Seine, 274 Bourg-en-Bresse, 275 Belley, 276 Gex, 277 Trévoux, 278 Montaigu (marches communes assemblées à), 279 Vesoul, 280 Baume-les-Dames, 281 Gray, 282 Lons-le-Saunier, 283 Arbois, 284 Orgelet, 285 Poligny, 286 Pontarlier, 287 Salins, 288 Saint-Claude, 289 Besançon, 290 Dole, 291 Ornans, 292 Quingey, 293 Viguerie d’Orange, 294 Bailliage d’Ustaritz, 295 Gouvernance de Lille, 296 Gouvernance de Douai, 297 Gouvernance de Bailleul, 298 Mauléon (Pays de Soule), 299 Pamiers (Comté de Foix), 300 Cambrésis, 301 Tarbes (Bigorre), 302 Pays du Rustaing, 303 Arras, 304 Saint-Pol, 305 Saint-Omer, 306 Béthune, 307 Aire, 308 Lens, 309 Bapaume, 310 Hesdin, 311 Royaume de Navarre, 312 Valenciennes, 313 Le Quesnoy, 314 Prévôté-le-Comte-de-Valenciennes, 315 Saint-Amand, 316 Mortagne, 317 Bouchain, 318 Condé, 319 Avesnes, 320 Agimont (ou Givet), 321 Maubeuge, 322 Bavay, 323 Fumay, 324 Revin, 325 Straßburg, 326 Schlettstadt (les dix villes impériales réunies à), 327 Kolmar und Schlettstadt (districts réunis de), 328 Beffert und Hüningen (districts réunis de), 329 Hagenau und Weißenburg (districts réunis de), 330 Metz (ville de), 331 Metz, 332 Diedenhofen, 333 Sarrelouis, 334 Langwich, 335 Saarburg, 336 Phalsbourg, 337 Toul, 338 Vic, 339 Verdun, 340 Marville, 341 Clermont-en-Argonne, 342 Sedan, 343 Château-Regnault, 344 Mouzon, 345 Mohon, 346 Carignan, 347 Montmédy, 348 Nanzig, 349 Lünstadt, 350 Blamont, 351 Rozières, 352 Vézelise, 353 Nomeny, 354 Mirecourt, 355 Charmes, 356 Châtel-sur-Moselle, 357 Darney, 358 Neufchâteau, 359 Saint-Dié, 360 Épinal, 361 Bruyères, 362 Remiremont, 363 Saargemünd, 364 Dieuze, 365 Château-Salins, 366 Bitche, 367 Lixheim, 368 Fenestrange, 369 Boulay, 370 Bouzonville, 371 [Schambourg], 372 Bar, 373 La Marche, 374 Pont-à-Mousson, 375 Bourmont, 376 Commercy, 377 Saint-Mihiel, 378 Thiaucourt, 379 Étain, 380 Briey, 381 Longuyon, 382 Villers-la-Montagne, 383 Aix, 384 Sénéchaussée d’Arles, 385 Arles, 386 Marseille, 387 Draguignan, 388 Grasse, 389 Castellane, 390 Forcalquier, 391 Digne, 392 Sisteron, 393 Barcelonnette, 394 Toulon, 395 Brignoles, 396 Hyères, 397 Rennes, 398 Hennebont, 399 Brest, 400 Lesneven, 401 Dinan, 402 Ploërmel, 403 Fougères, 404 Hédé, 405 Saint-Aubin-du-Cormier, 406 Nantes, 407 Guérande, 408 Vannes, 409 Auray, 410 Rhuys, 411 Carhaix, 412 Châteaulin, 413 Châteauneuf-du-Faou, 414 Gourin, 415 Quimperlé, 416 Quimper, 417 Concarneau, 418 Morlaix, 419 Lannion, 420 Saint-Brieuc, 421 Jugon, 422 Députation du Clergé de Saint-Malo, 423 Députation du Clergé de Saint-Pol-de-Léon, 424 Députation du Clergé de Nantes, 425 Députation du Clergé de Vannes, 426 Députation du Clergé de Dol, 427 Députation du Clergé de Quimper, 428 Députation du Clergé de Rennes, 429 Députation du Clergé de Saint-Brieuc, 430 Députation du Clergé de Tréguier, 431 Bastia, 432 Ajaccio, 433 Aleria, 434 Bonifacio, 435 Calvi, 436 Cap Corse, 437 Corte, 438 La Porta d’Ampugnani, 439 Nebbio, 440 Sartène, 441 Vico, 442 Dauphiné, 443 Béarn

## Weitere eigenständige Landschaften und selbständige Enklaven in Frankreich
- I – État d’Avignon
- II – Comtat Venaissin
- III – Terre de Bidache
- IV – Herrschaft Mandeure
- V – Comté de Montbéliard
- VI – Mülhausen
- VII – Comté de Saar-Verden
- VIII – Fürstentum Salm-Salm
- IX – Comté de Sault
- X – Seigneurie de Montjoie